# Liège (Métro Paris)

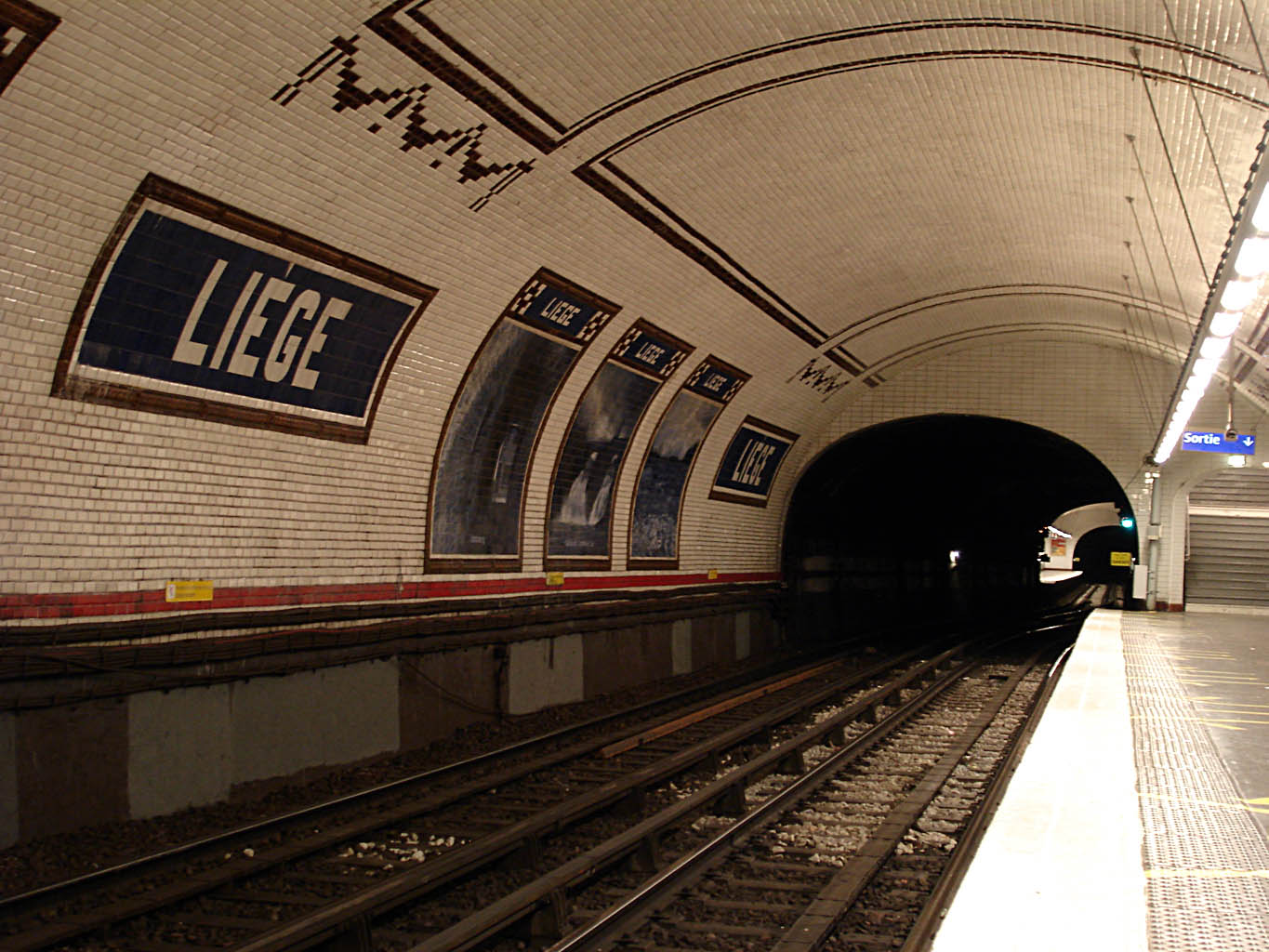
Station Richtung Norden, im Hintergrund die Station Richtung Châtillon – Montrouge

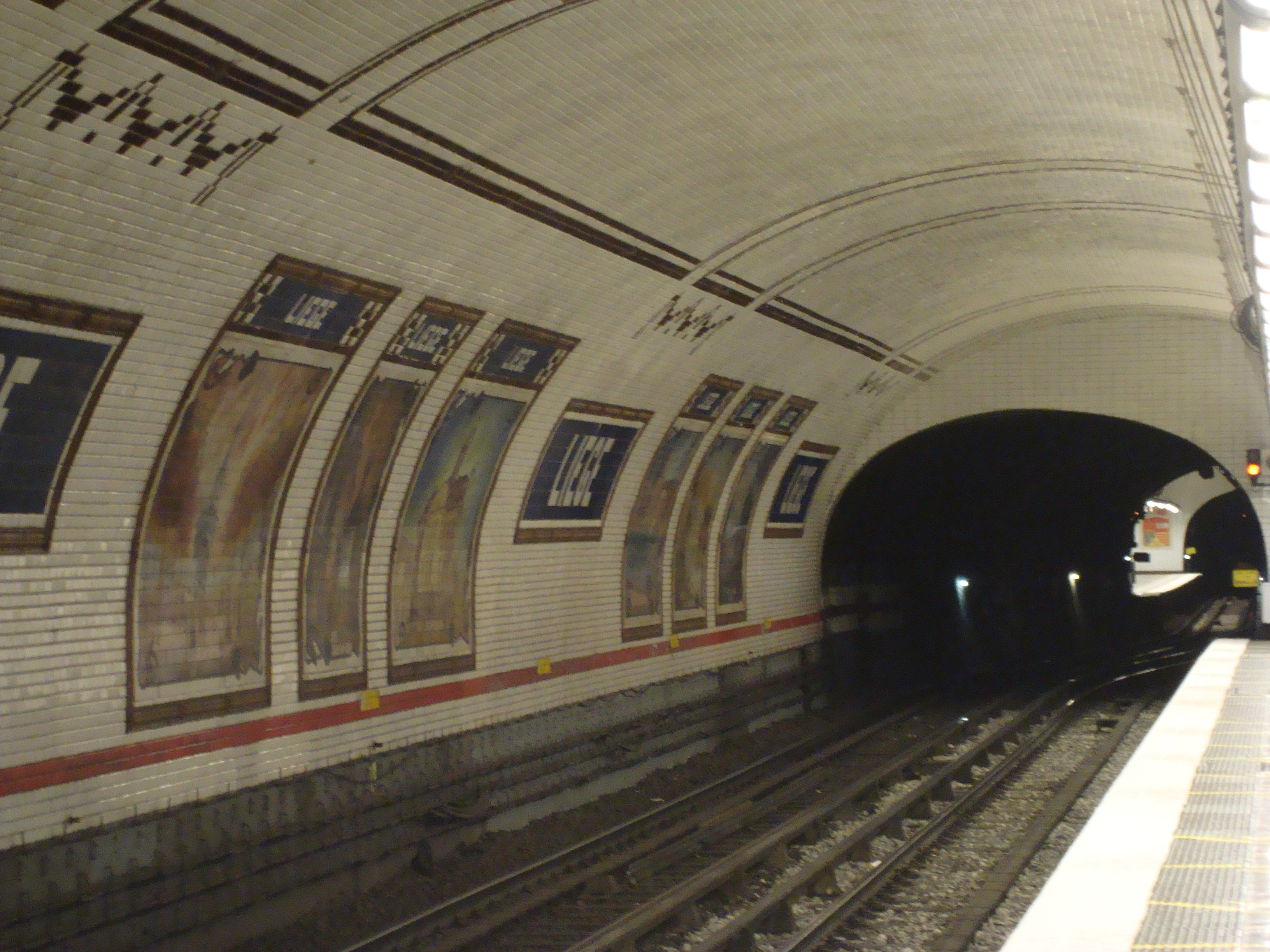
Station Richtung Süden, im Hintergrund die Station der Gegenrichtung

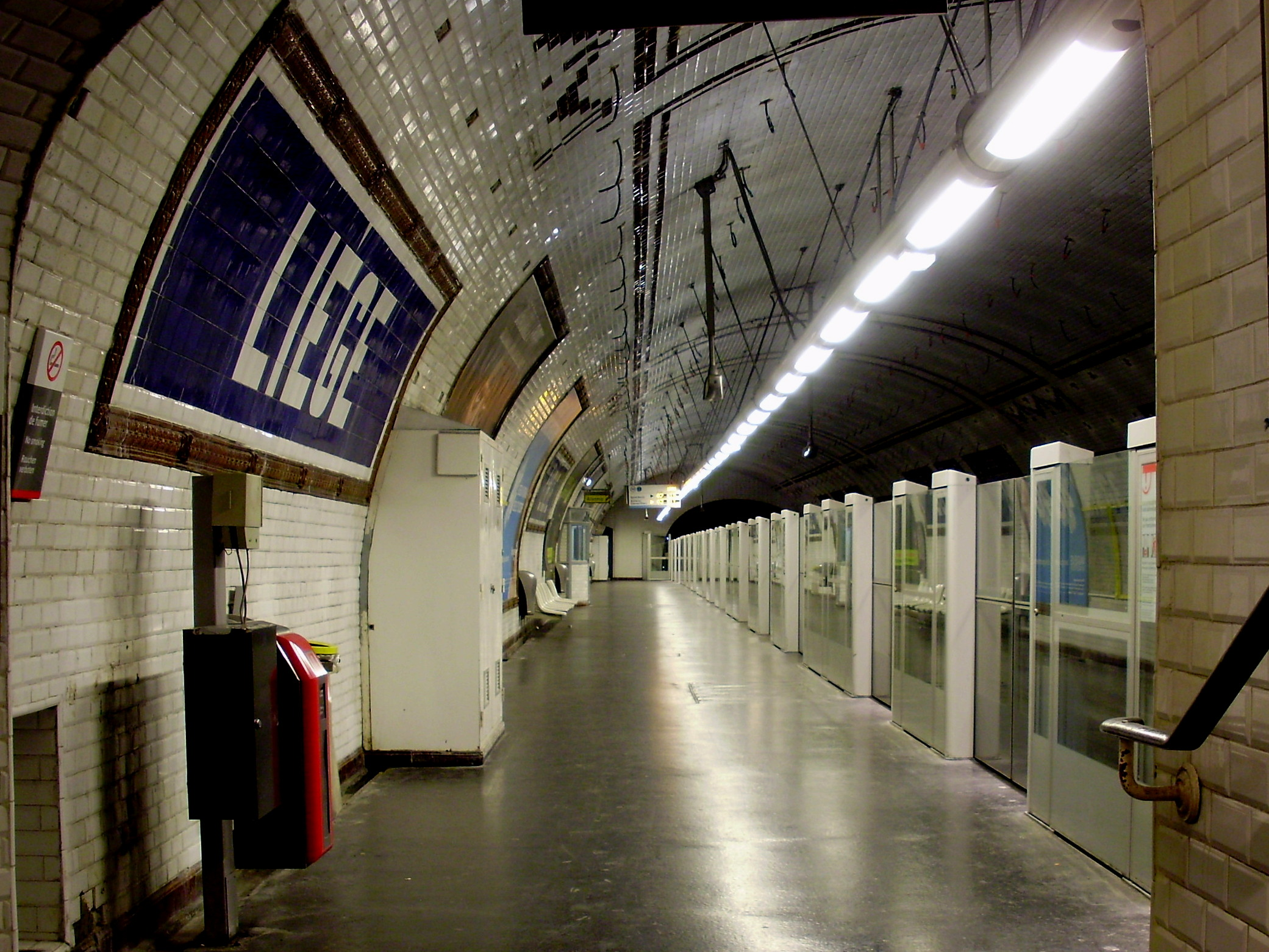
Bahnsteigtüren in der Station Richtung Norden

Liège ist ein unterirdischer U-Bahnhof der Linie 13 der Pariser Métro.

## Lage
Der U-Bahnhof befindet sich an der Grenze des Quartier de l’Europe im 8. Arrondissement mit dem Quartier Saint-Georges im 9. Arrondissement von Paris. Er liegt längs unter der Rue d’Amsterdam in Höhe der kreuzenden Rue de Liège.

## Name
Namengebend ist die Rue de Liège. Die belgische Stadt Lüttich (fr: Liège) wurde erst 1914 deren Namenspate. Damit wurde der Widerstand der dortigen Bevölkerung bei der Eroberung von Lüttich durch das Deutsche Heer im August jenes Jahres gewürdigt. Bis zu Beginn des Ersten Weltkriegs hieß die Straße Rue de Berlin und die Station entsprechend „Berlin“.

## Geschichte
Am 26. Februar 1911 wurde der erste Abschnitt der heutigen Linie 13 als Linie B der Bahngesellschaft Société du chemin de fer électrique souterrain Nord-Sud de Paris (Nord-Sud) – und mit ihm deren U-Bahnhof Berlin – zwischen Saint-Lazare und Porte de Saint-Ouen in Betrieb genommen. Zu Beginn des Ersten Weltkriegs wurde er am 2. August 1914 geschlossen und vier Monate später unter dem neuen Namen wiedereröffnet. Die Linie B wurde am 27. März 1931 in Linie 13 umbenannt, nachdem die Nord-Sud im Vorjahr in der bislang konkurrierenden Compagnie du chemin de fer métropolitain de Paris (CMP) aufgegangen war.
Zu Beginn des Zweiten Weltkriegs wurde der U-Bahnhof erneut geschlossen und erst im September 1968 wiedereröffnet. Allerdings stand man ihm nur eingeschränkte Öffnungszeiten zu: an den Wochenenden wurde er bereits um 20 Uhr geschlossen, an Sonn- und Feiertagen blieb er ganztags zu. Erst nachdem es im März 2006 zu massiven Protesten der Bürger, zusammen mit den Bürgermeistern der betroffenen Arrondissements, kam, lenkte das Syndicat des transports d’Île-de-France ein. Seit Anfang Dezember 2006 hat Liège die gleichen Betriebszeiten wie alle anderen Bahnhöfe der Metro auch.
Die sich im Nordwesten verzweigende Linie 13 ist die fünftstärkste des Netzes und leidet an Kapazitätsengpässen. Um fahrgastbedingte Störungen zu reduzieren und im Hinblick auf einen späteren vollautomatischen Betrieb wurde der U-Bahnhof Liège nach 2009 mit halbhohen Bahnsteigtüren ausgestattet. Die Einführung eines neuen Steuerungssystems und die Automatisierung der Kehranlage Châtillon-Montrouge machen seit 2017 Zugfolgen von 90 Sekunden möglich, wobei die beiden nördlichen Zweigstrecken alternierend bedient werden.

## Beschreibung
Der U-Bahnhof Liege stellt eine architektonische Besonderheit dar. Da die Rue d’Amsterdam nicht breit genug war, um zwischen den Fundamenten der Häuserzeilen beiderseits der Straße einen Bahnhof mit zwei Seitenbahnsteigen aufzunehmen, entstand für jede Fahrtrichtung eine eigene Station. Sie sind in der Längsrichtung gegeneinander verschoben, wobei die Station in Richtung Châtillon – Montrouge nördlich der Kreuzung mit der Rue de Liège liegt, die für die Gegenrichtung südlich davon. Am jeweiligen Gegengleis liegt kein Bahnsteig, die dort verkehrenden Züge halten nicht.
Beide Stationen sind jeweils 75 m lang und wegen der ursprünglich installierten Oberleitung etwas höher als die entsprechenden Stationen der CMP. Sie wurden in offener Bauweise errichtet, liegen unter elliptischen Gewölben mit gefasten weißen Keramikfliesen und haben in unteren Bereich senkrechte Seitenwände. Typisch für die U-Bahnhöfe der Nord-Sud (Stationsschilder aus blauen, Flächenumrandungen und Ziermuster aus braunen und roten Fliesen) erscheinen sie nicht so schlicht wie die Stationen der CMP. Sie entsprechen noch weitgehend der ursprünglichen Gestaltung; in den Rahmen der Werbeflächen wurden 1982 keramische Bilder mit Motiven aus der Provinz Lüttich angebracht.
Der einzige Zugang liegt in der Straßenmitte der Rue de Liège westlich der o. g. Kreuzung. Er ist durch ein gelbes „M“ in einem Doppelkreis markiert.

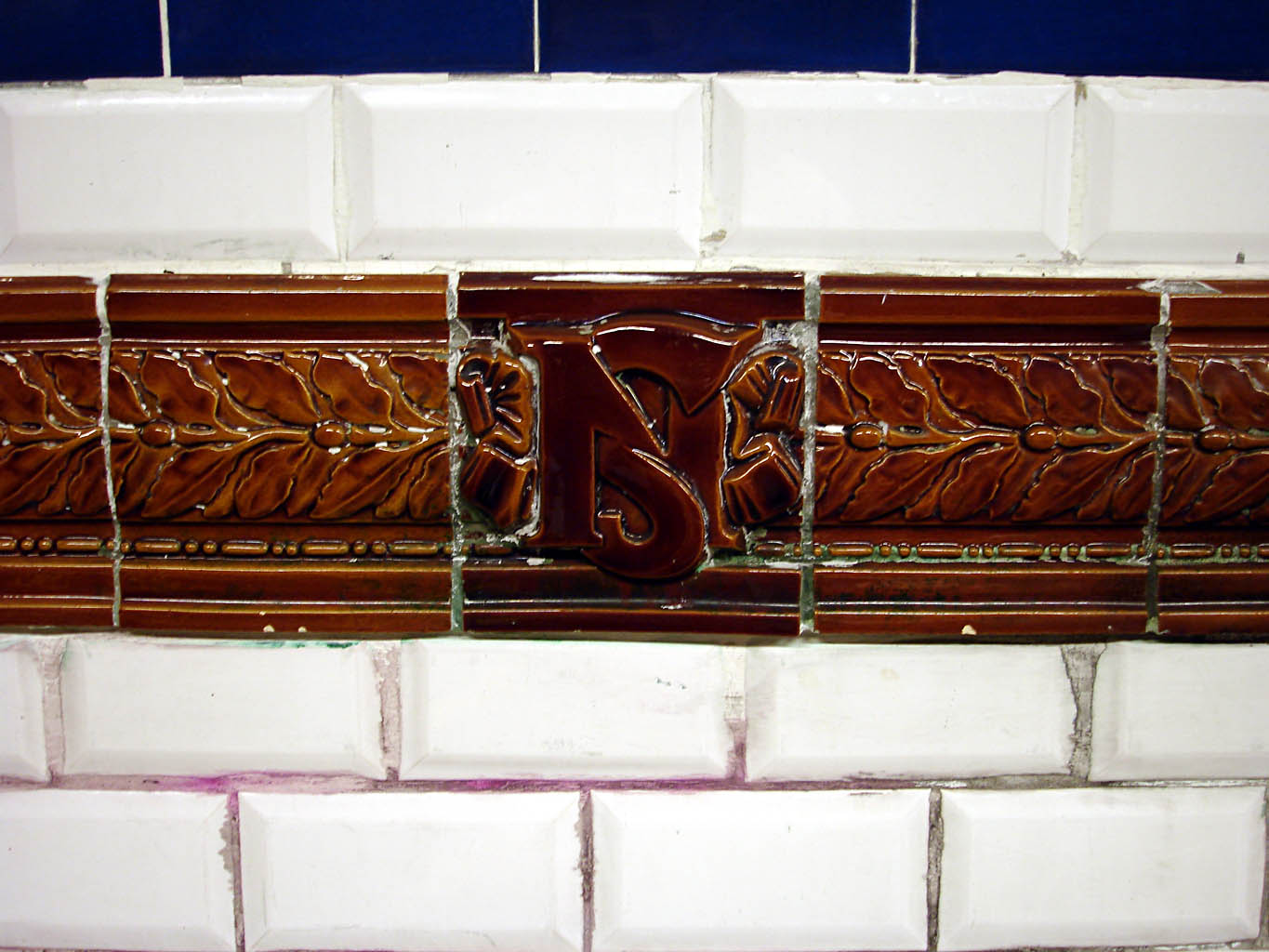
Gefaste Keramikfliesen und Zierband mit Emblem der Nord-Sud
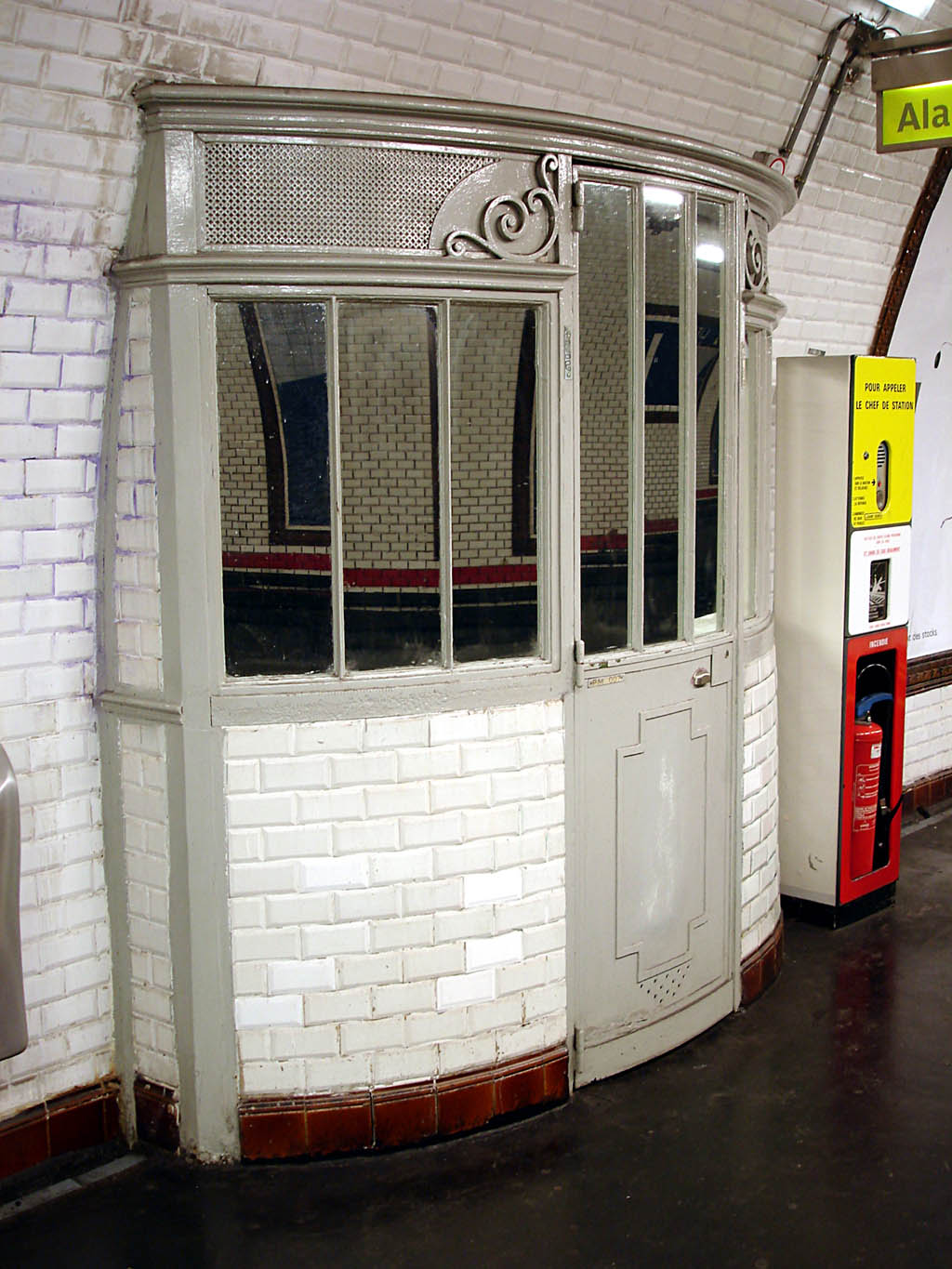
Erhaltenes Zugabfertigerhäuschen
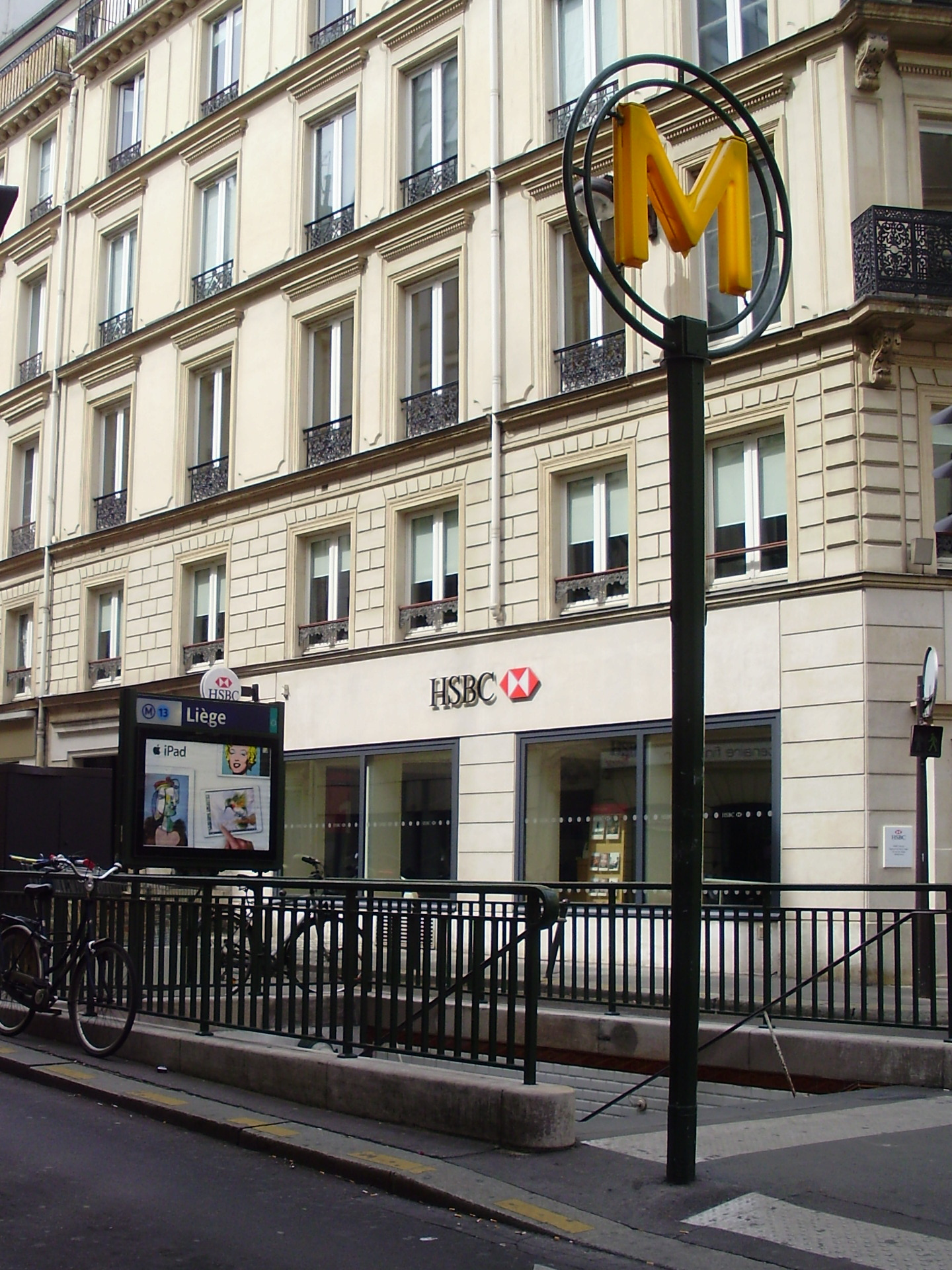
Zugang in der Rue de Liège
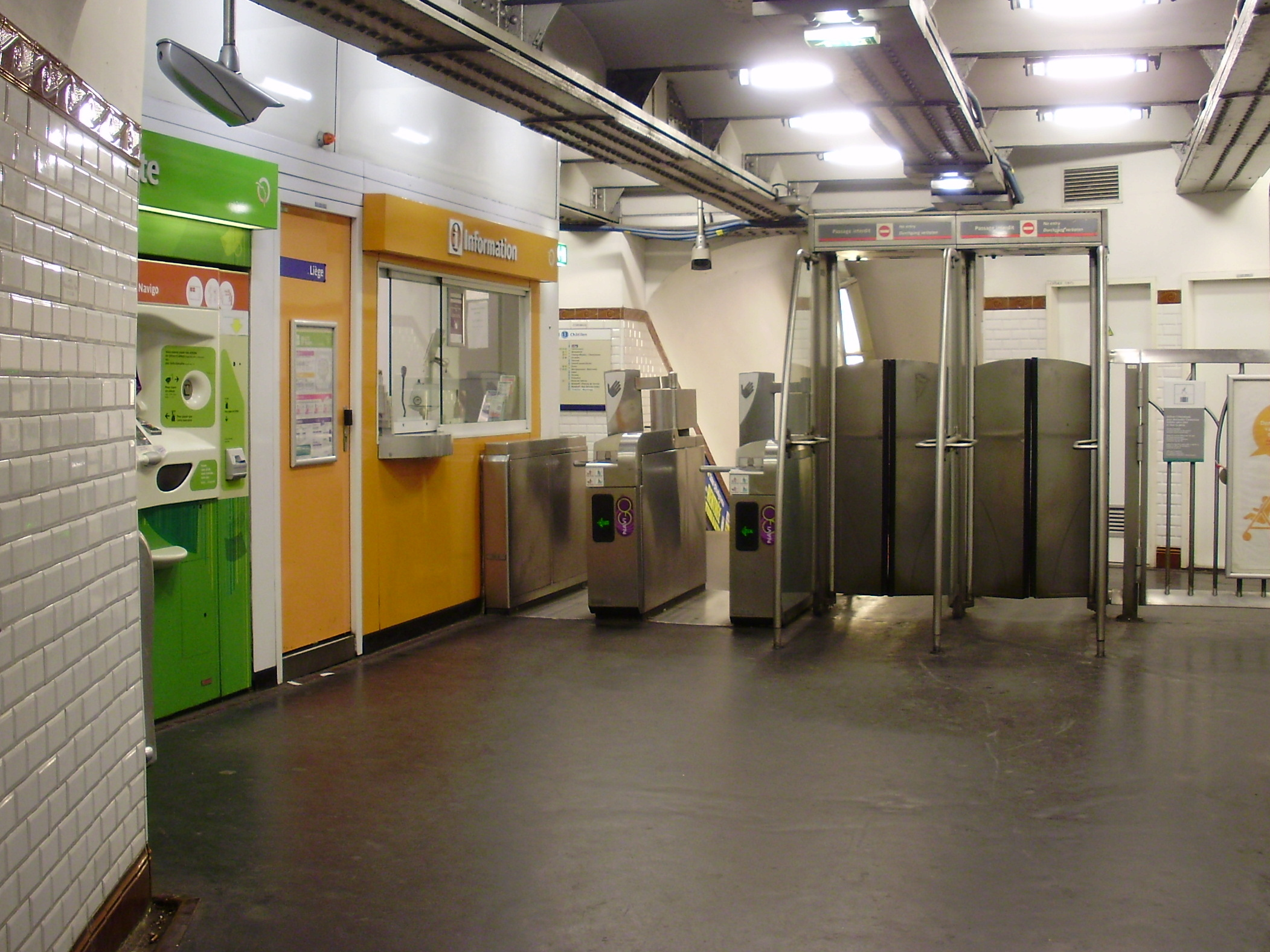
Zugangsbereich mit automatischen Sperren

## Fahrzeuge
Auf der Linie 13 verkehrten zunächst Züge der Nord-Sud-Bauart Sprague-Thomson, die sich in mehreren Punkten von den Sprague-Thomson-Fahrzeugen der CMP unterschieden. Auffallendes Merkmal war die Stromversorgung des führenden Triebwagens mittels eines Pantographen. Nach der Übernahme der Nord-Sud durch die CMP wurde diese Betriebsform in den 1930er Jahren aufgegeben.
Schon 1952 liefen neue Züge der ersten Nachkriegs-Baureihe MA. Sie wichen 1976 zunächst MF-67-Zügen, bereits 1978 erhielt die Linie 13 als erste die noch 2017 dort eingesetzte Baureihe MF 77.